# Гренадини
Гренади́ни — понад 600 островів вулканічного походження, які лежать у південній частині Навітряних островів (архіпелаг Малі Антильські острови). Витягнуті на 100 км між островами Сент-Вінсент та Гренада. Входять до складу держав Гренада (південні острови) та Сент-Вінсент і Гренадини (північні острови). Площа 86 км². Приблизна кількість мешканців усіх островів — 16 100 осіб.

## Географія
Острови відкрив у 1498 Христофор Колумб під час своєї третьої подорожі в Новий Світ.
Найбільший острів — Каріока (34 км²). Гренадини розташовуються на групі крихітних скелястих вулканічних островів та коралових рифів, які ледве помітні над поверхнею води. Вулканічного походження гірський пейзаж з водоспадами змінюється зеленими плантаціями бананів чи кокосів. Райське враження доповнюють розкішні пляжі західного узбережжя. Недарма індіанці називали колись острів Благословенним.
У прибережних водах проживає багато видів риби. Головна галузь економіки — обслуговування туристів.

### Острови, що належать Сент-Вінсенту і Гренадинам
- Бекія (Bequia) — 18,3 км², 5900 осіб.
- Юніон (Union Island) — 9 км², 2700 осіб.
- Кануан (Canouan) — 7,60 км², 1200 осіб.
- Мюстік (Mustique) — 5,70 км², 800 осіб.
- Меро (Mayreau) — 2,10 км², 280 осіб.
- Іль-ля-Кватре (Isle à Quatre) — 1,52 км², незаселений
- Балісо (Baliceaux) — 1,29 км², незаселений
- Беттовія (Bettowia) — 0,71 км², незаселений
- Палм-Айленд (Palm Island) — 0,54 км², 30 осіб.
- Пті-Сент-Вінсент (Petit Saint Vincent) — 0,46 км², 80 осіб.
- Пті-Мюстік (Petit Mustique) — 0,40 км², незаселений
- Пті-Невіс (Petit Nevis) — 0,29 км², незаселений
- Тобаго-Кейс (Tobago Cays) — 0,25 км², незаселений
- Пті-Кануан (Petit Canouan) — 0,20 км², незаселений
- Саван (Savan) — 0,11 км², незаселений

### Острови, що належать Гренаді
- Каріока (Carriacou) — 34 км², 7400 осіб.
- Пті-Мартиніка (Petite Martinique) — 3,7 км², 550 осіб.
- Ронде (Ronde Island) — 3,2 км², незаселений
- Лардж (острів) (Large) — 0,5 км², незаселений
- Фрігейт (Frigate) — 0,4 км², незаселений
- Селаін (острів) (Saline) — 0,3 км², незаселений

## Галерея

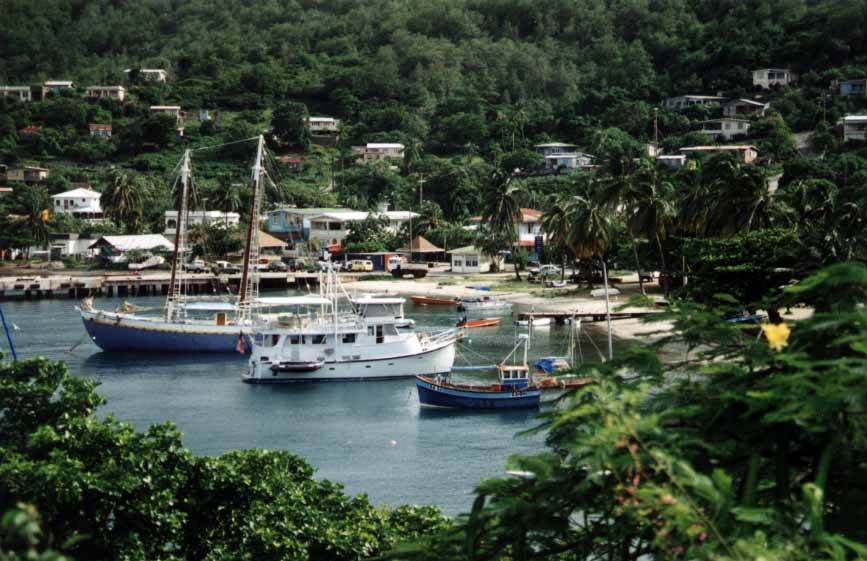
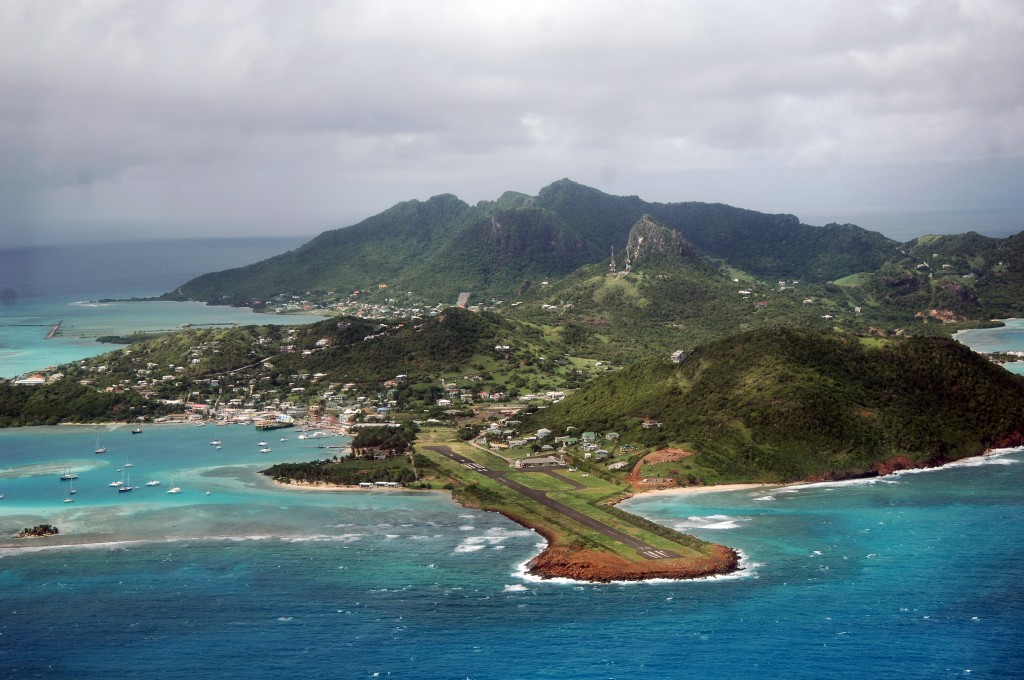
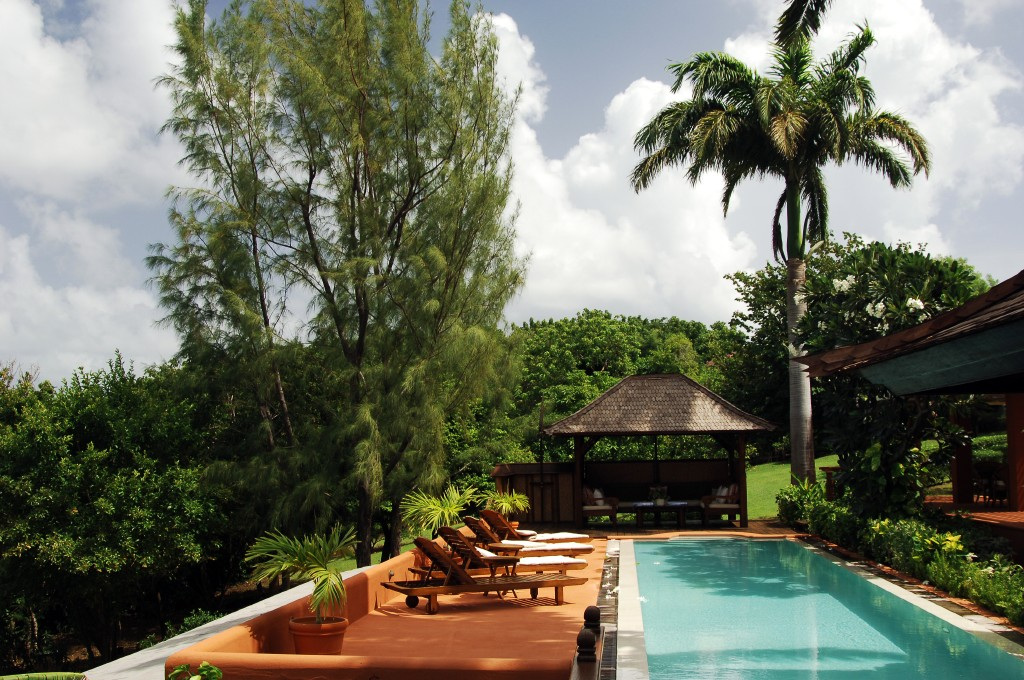
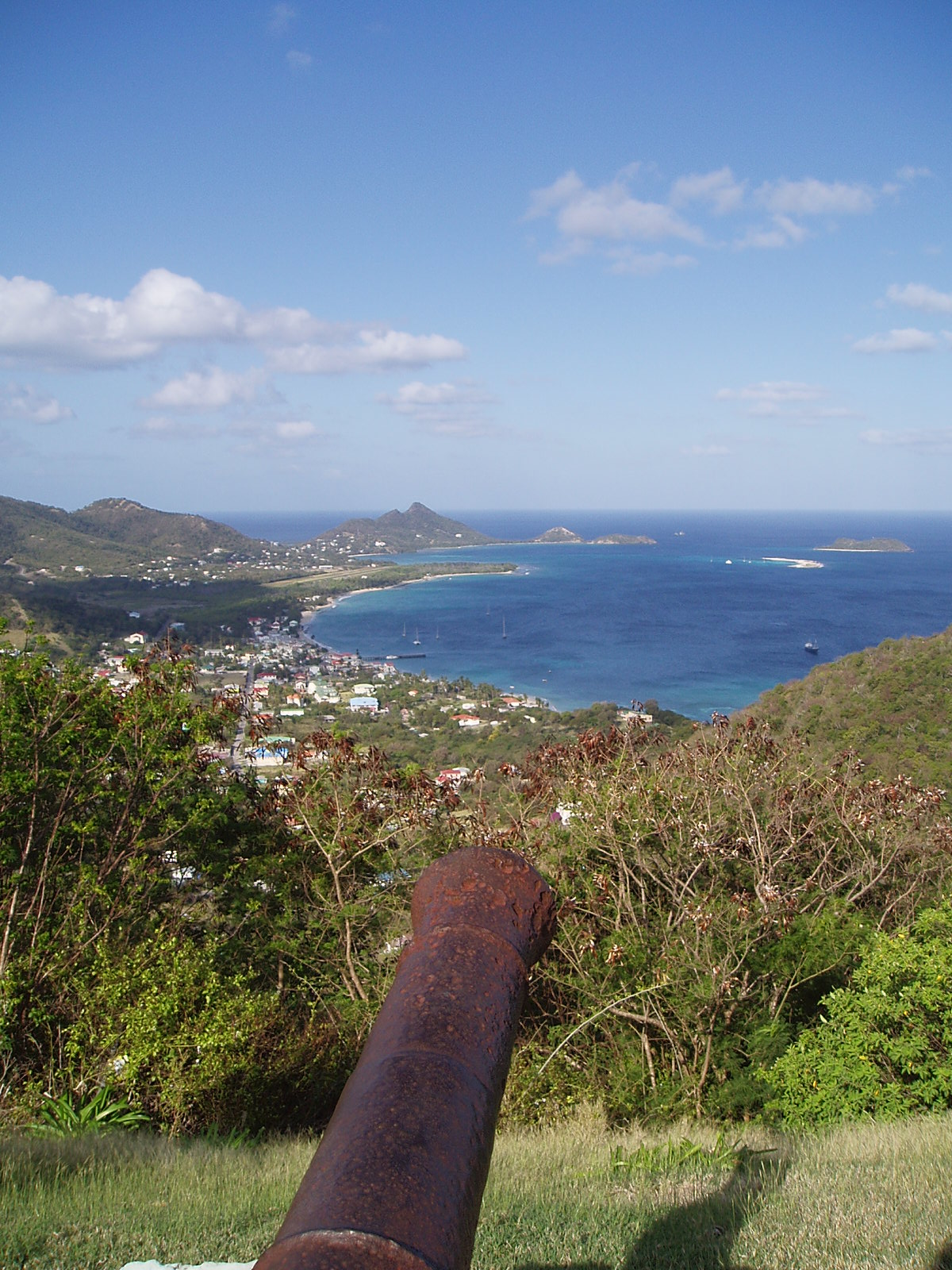
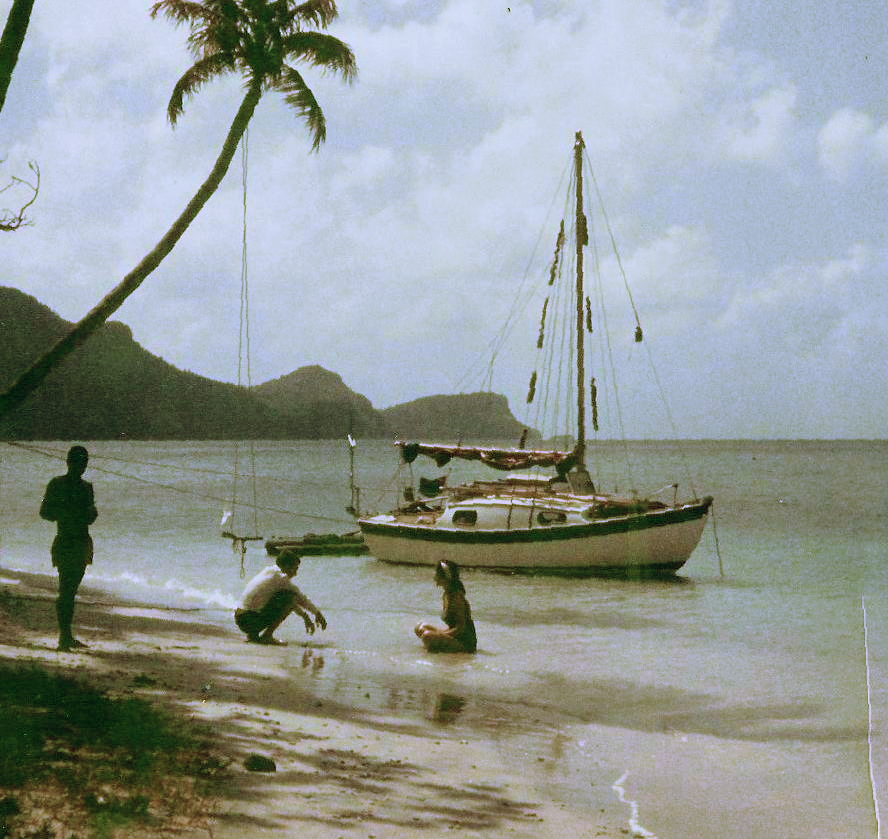
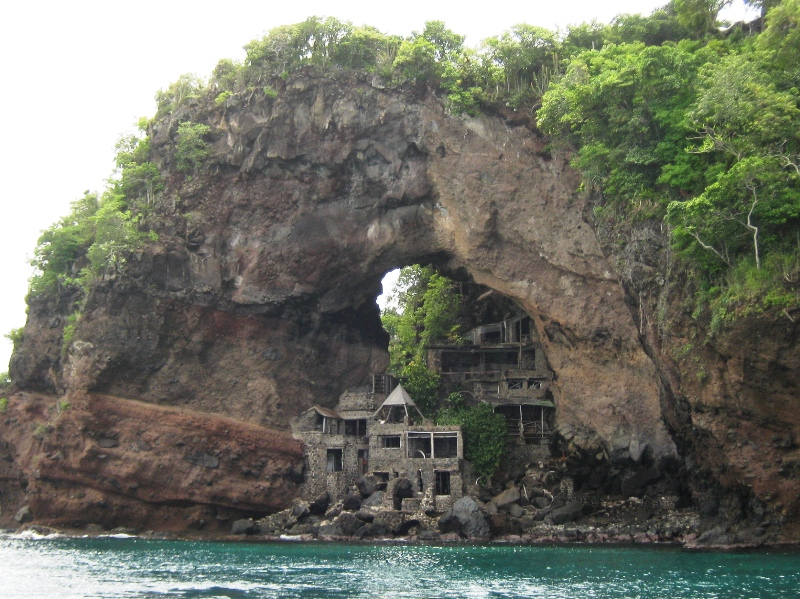
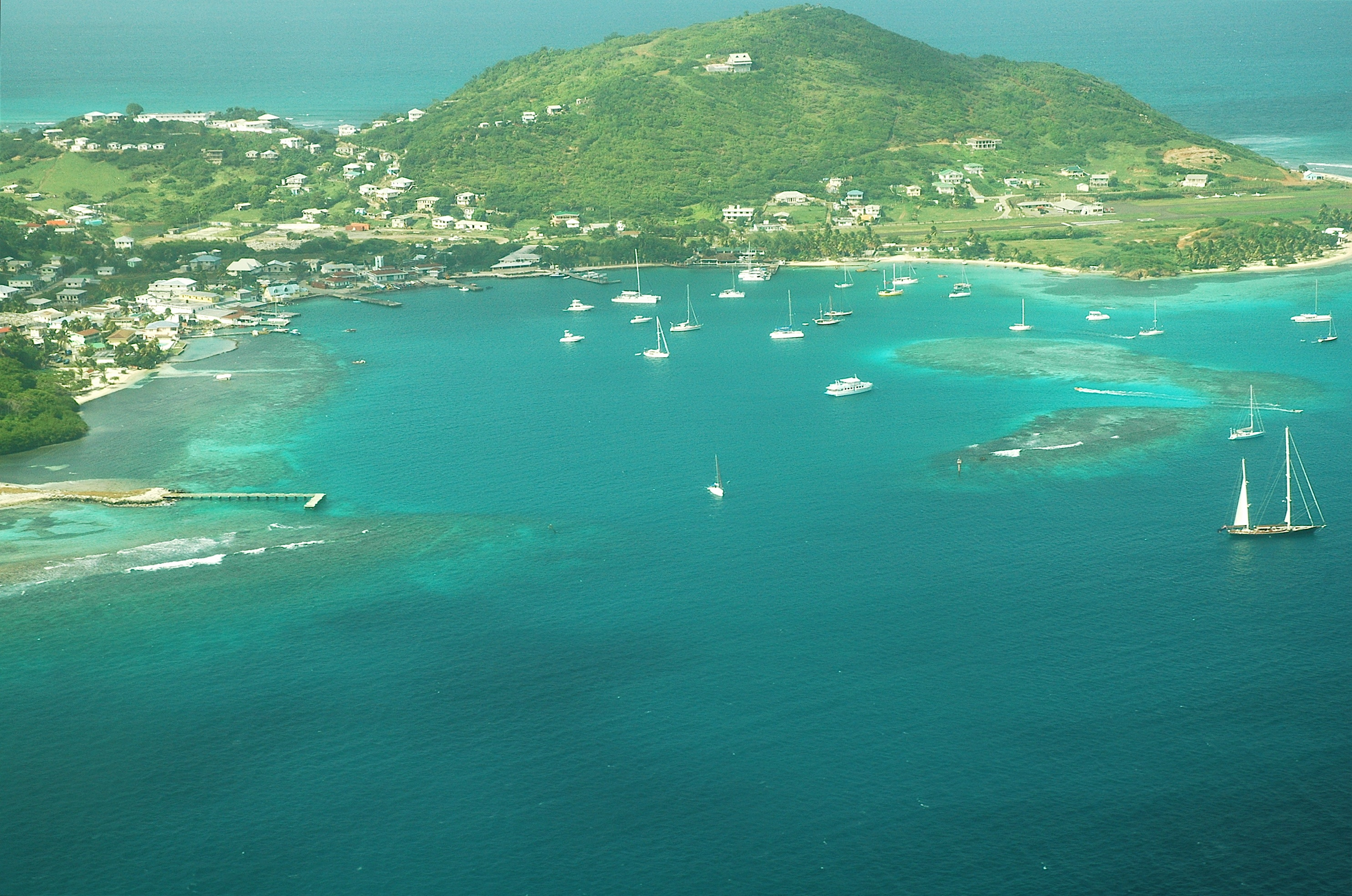
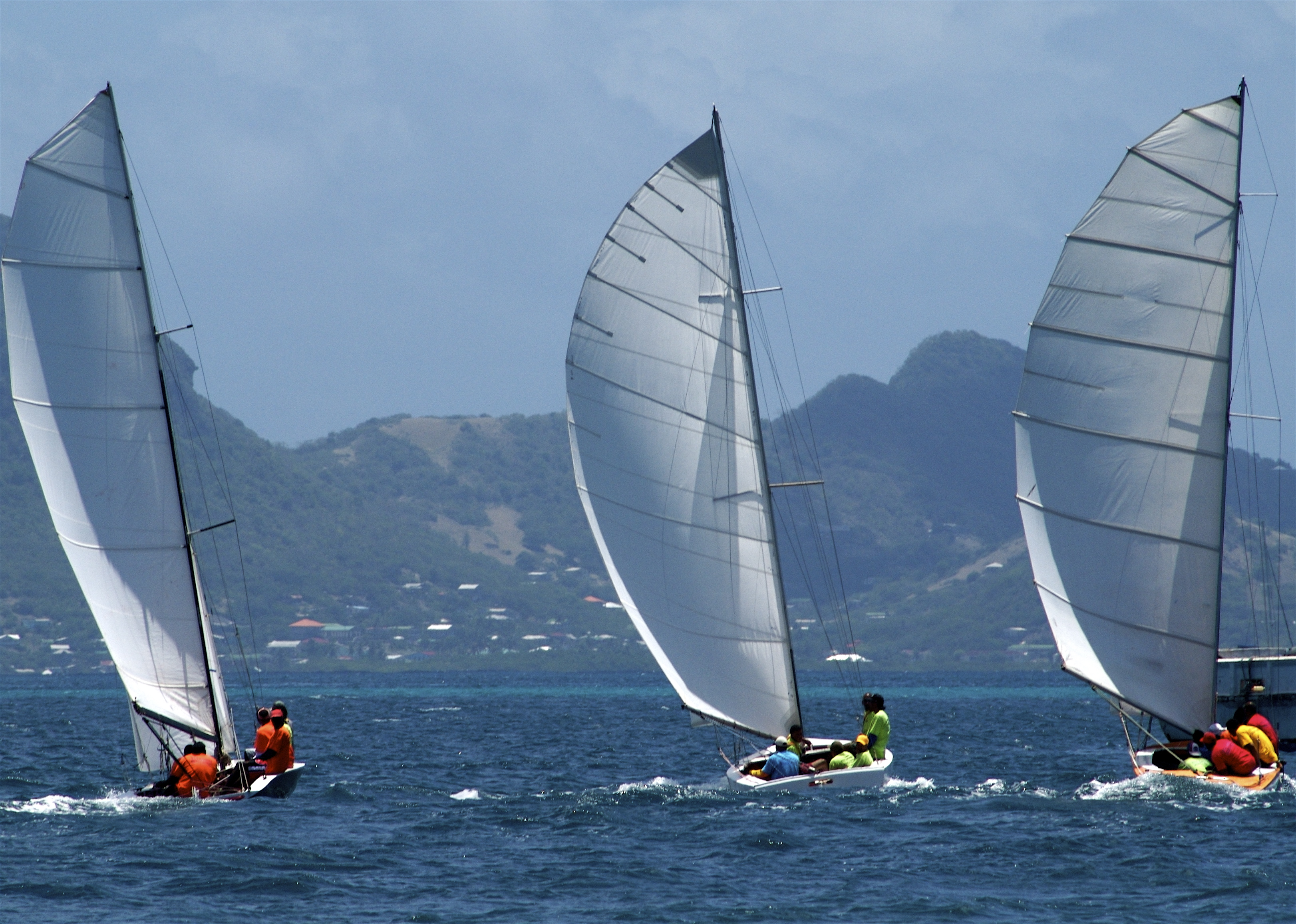
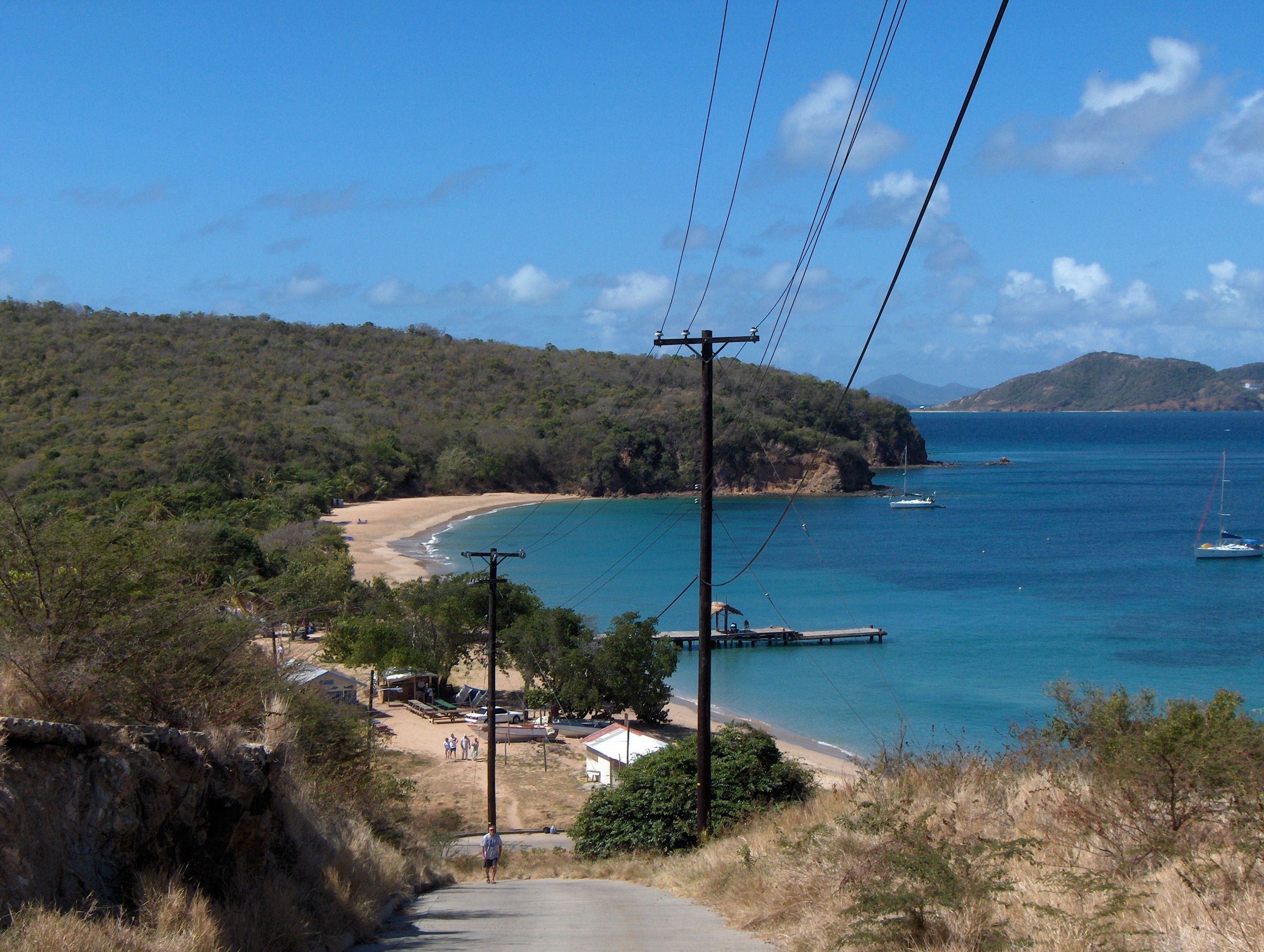
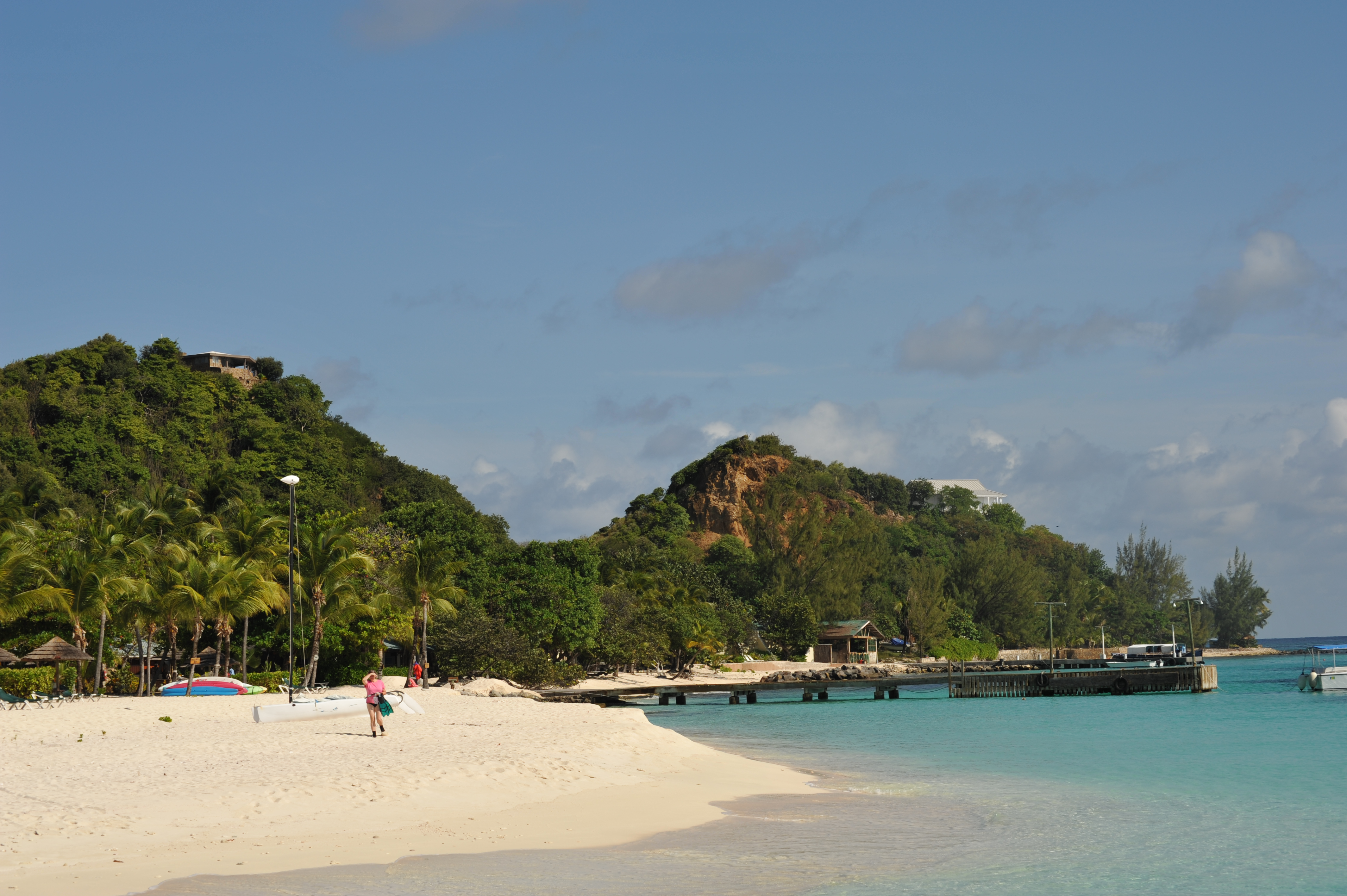
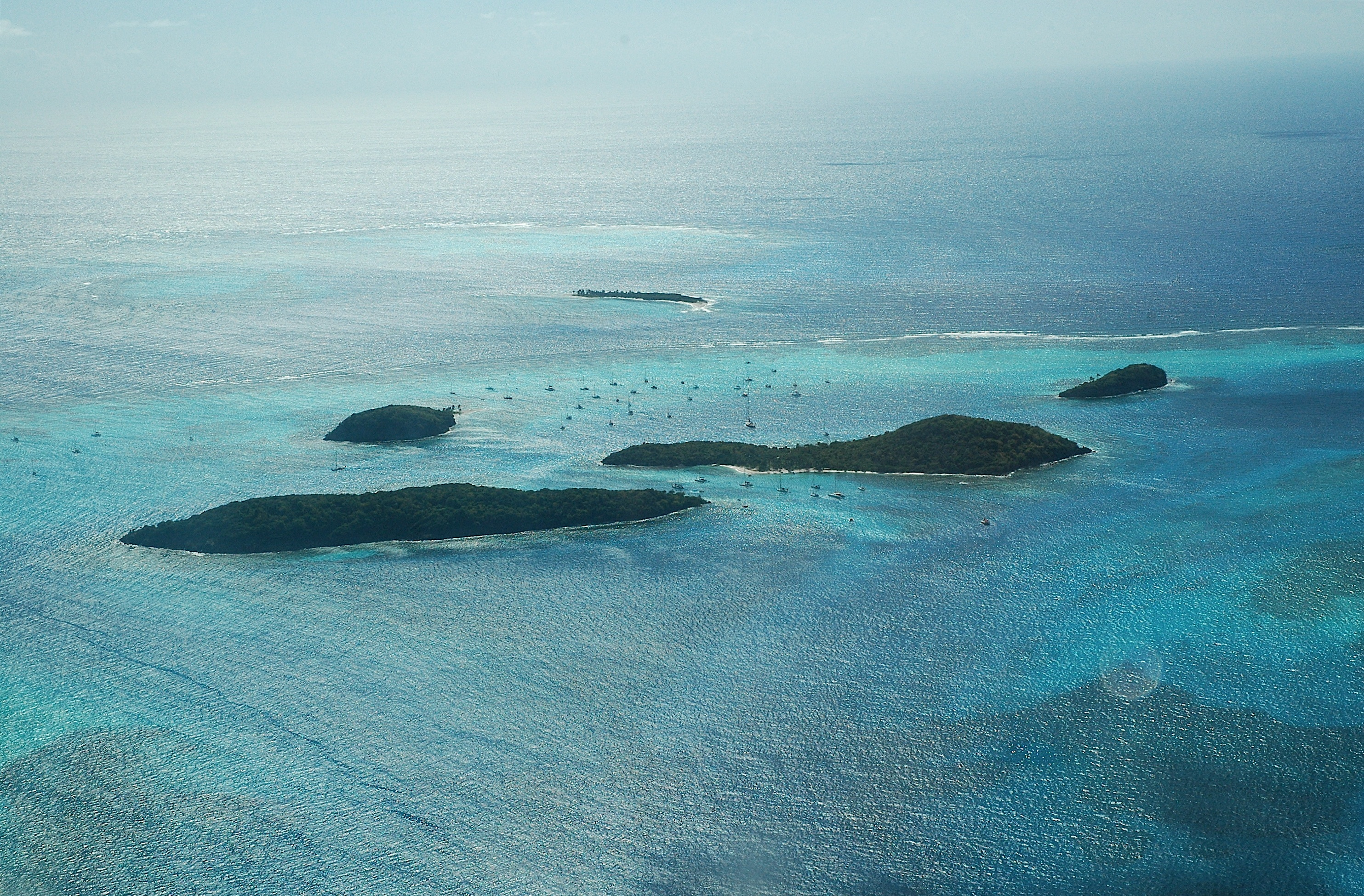
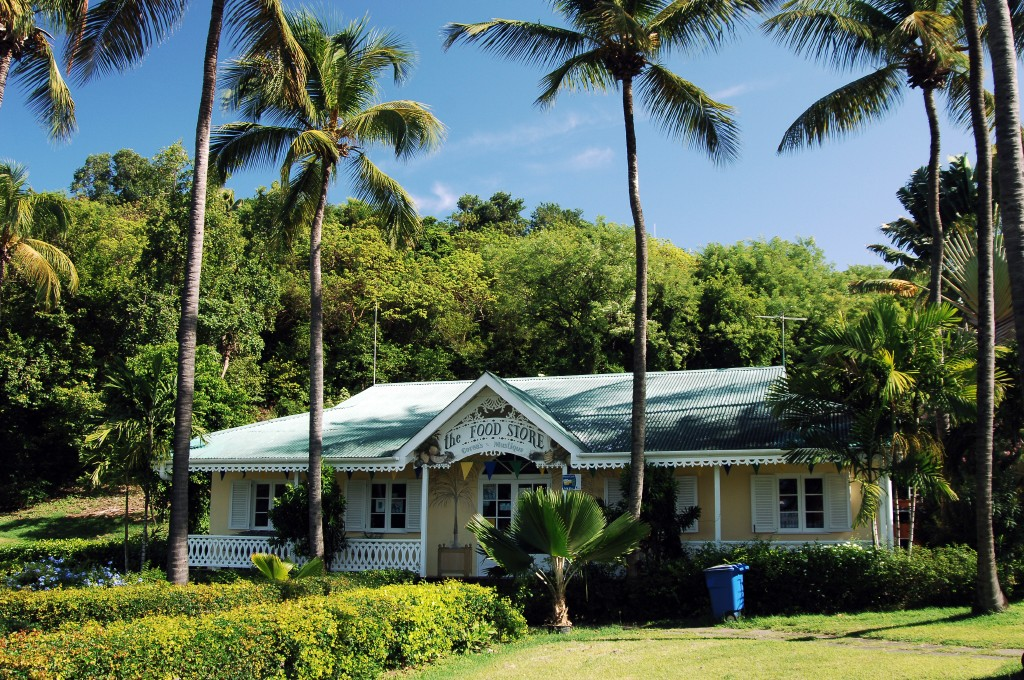
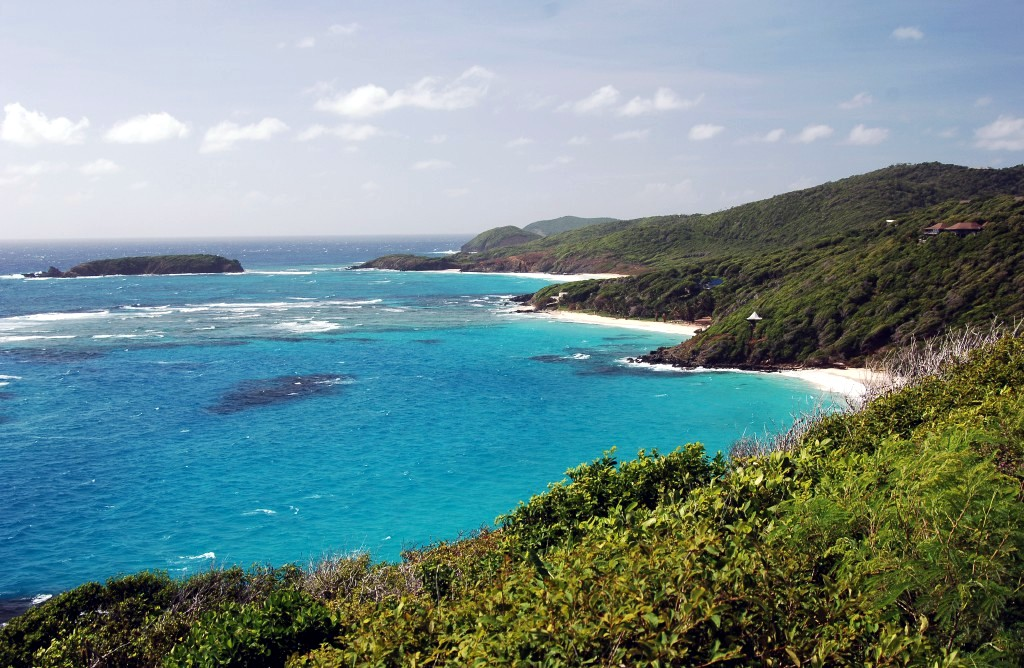
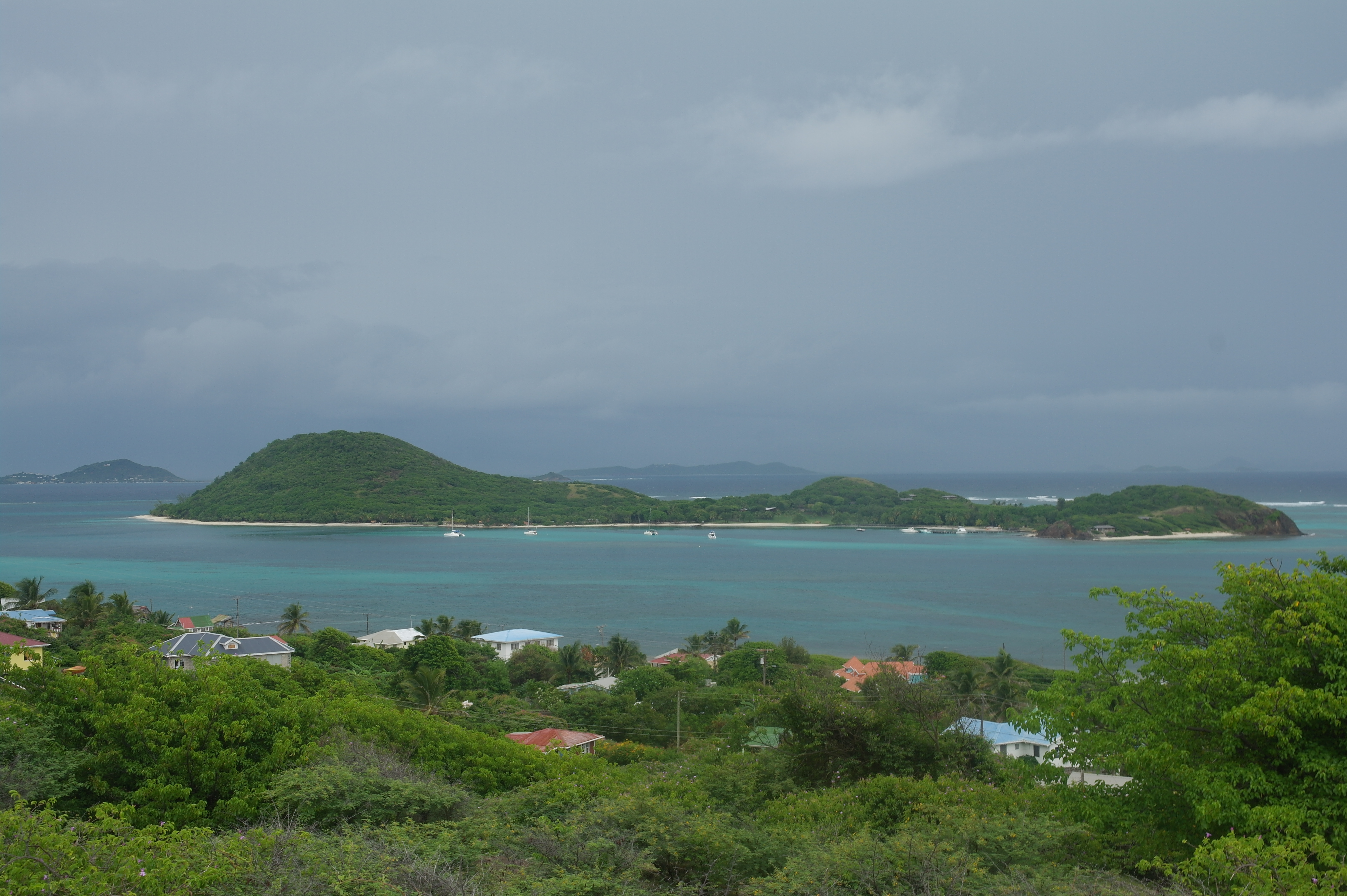

## Клімат
Клімат островів тропічний, пасатний та вологий. Температура повітря коливається протягом року від +18 ° до +32 °. Найхолодніший період — з листопада по лютий. Дощовий сезон триває з липня по листопад. При цьому дощі можуть тривати цілодобово. Найспекотніші місяці — липень і серпень, середня щоденна температура підіймається до позначки +32 °, нічна +27 °. Річна норма опадів становить від 1500 до 3700 мм. Найбільш дощовитий період — з вересня по листопад, у цей час припадає вісім дощовитих днів на місяць. Найсухішим вважається період з лютого по квітень, коли кількість дощовитих днів становить три на місяць.